# Microcyrtura
Microcyrtura är ett släkte av tvåvingar. Microcyrtura ingår i familjen styltflugor.
Kladogram enligt Catalogue of Life:
| Microcyrtura | \| \| Microcyrtura campsicnemoides \| \| \| \| \| \| Microcyrtura lamellata \| \| \| \| \| \| Microcyrtura metatarsalis \| \| \| \| \| \| Microcyrtura oaxacensis \| \| \| \| |
|              | \| \| Microcyrtura campsicnemoides \| \| \| \| \| \| Microcyrtura lamellata \| \| \| \| \| \| Microcyrtura metatarsalis \| \| \| \| \| \| Microcyrtura oaxacensis \| \| \| \| |
|              | Microcyrtura campsicnemoides |
|              | |
|              | Microcyrtura lamellata |
|              | |
|              | Microcyrtura metatarsalis |
|              | |
|              | Microcyrtura oaxacensis |
|              | |